# Record de France de natation dames du 4 × 100 mètres 4 nages

## Record équipe nationale

### Bassin de 50 mètres
| Temps         | Laps          | Athlète                   | Naissance | Âge | Club | Compétition               | Lieu       | Date             |
| ------------- | ------------- | ------------------------- | --------- | --- | ---- | ------------------------- | ---------- | ---------------- |
| 4 min 21 s 03 |               |                           |           |     |      | Championnats d'Europe (s) | Rome       | 26 août 1983     |
|               | dos           | Véronique Jardin          | 1966      | 17  |      |                           |            |                  |
|               | brasse        | Catherine Poirot          | 1963      | 20  |      |                           |            |                  |
|               | papillon      | Sophie Falandry           | 1961      | 22  |      |                           |            |                  |
|               | nage libre    | Sophie Kamoun             | 1967      | 16  |      |                           |            |                  |
| 4 min 19 s 76 |               |                           |           |     |      |                           | Casablanca | 8 septembre 1983 |
|               | dos           | Véronique Jardin          | 1966      | 17  |      |                           |            |                  |
|               | brasse        | Catherine Poirot          | 1963      | 20  |      |                           |            |                  |
|               | papillon      | Sophie Falandry           | 1961      | 22  |      |                           |            |                  |
|               | nage libre    | Sophie Kamoun             | 1967      | 16  |      |                           |            |                  |
| 4 min 19 s 64 |               |                           |           |     |      | Championnats d'Europe (s) | Sofia      | 10 août 1985     |
|               | dos           | Véronique Jardin          | 1966      | 19  |      |                           |            |                  |
|               | brasse        | Pascaline Louvrier        | 1971      | 14  |      |                           |            |                  |
|               | papillon      | Catherine Plewinski       | 1968      | 17  |      |                           |            |                  |
|               | nage libre    | Laurence Lacombe          | 1969      | 16  |      |                           |            |                  |
| 4 min 16 s 07 |               |                           |           |     |      | Championnats du monde (s) | Madrid     | 22 août 1986     |
|               | dos           | Véronique Jardin          | 1966      | 20  |      |                           |            |                  |
|               | brasse        | Pascaline Louvrier        | 1971      | 15  |      |                           |            |                  |
|               | papillon      | Catherine Plewinski       | 1968      | 18  |      |                           |            |                  |
|               | nage libre    | Sophie Kamoun             | 1967      | 19  |      |                           |            |                  |
| 4 min 15 s 75 |               |                           |           |     |      | Championnats du monde (f) | Madrid     | 22 août 1986     |
|               | dos           | Véronique Jardin          | 1966      | 20  |      |                           |            |                  |
|               | brasse        | Pascaline Louvrier        | 1971      | 15  |      |                           |            |                  |
|               | papillon      | Catherine Plewinski       | 1968      | 18  |      |                           |            |                  |
|               | nage libre    | Sophie Kamoun             | 1967      | 19  |      |                           |            |                  |
| 4 min 12 s 89 |               |                           |           |     |      | Championnats d'Europe (f) | Strasbourg | 22 août 1987     |
|               | dos           | Laurence Guillou          | 1969      | 18  |      |                           |            |                  |
|               | brasse        | Pascaline Louvrier        | 1971      | 16  |      |                           |            |                  |
|               | papillon      | Catherine Plewinski       | 1968      | 19  |      |                           |            |                  |
|               | nage libre    | Jacqueline Delord         | 1970      | 17  |      |                           |            |                  |
| 4 min 12 s 59 |               |                           |           |     |      | Championnats d'Europe (f) | Sheffield  | 4 août 1993      |
|               | dos           | Roxana Maracineanu        | 1975      | 18  |      |                           |            |                  |
|               | brasse        | Constance Leblond         | 1976      | 17  |      |                           |            |                  |
|               | papillon      | Catherine Plewinski       | 1968      | 25  |      |                           |            |                  |
|               | nage libre    | Julie Blaise              | 1975      | 18  |      |                           |            |                  |
| 4 min 10 s 40 |               |                           |           |     |      | Championnats d'Europe (f) | Helsinki   | 9 juillet 2000   |
| dos           | 1 min 04 s 17 | Hélène Ricardo            | 1974      | 26  |      |                           |            |                  |
| brasse        | 1 min 10 s 46 | Anne-Sophie Le Paranthoën | 1977      | 23  |      |                           |            |                  |
| papillon      | 1 min 00 s 05 | Cécile Jeanson            | 1972      | 28  |      |                           |            |                  |
| nage libre    | 55 s 72       | Solenne Figuès            | 1979      | 21  |      |                           |            |                  |
| 4 min 05 s 96 |               |                           |           |     |      | Championnats d'Europe (f) | Madrid     | 16 mai 2004      |
| dos           | 1 min 01 s 41 | Laure Manaudou            | 1986      | 18  |      |                           |            |                  |
| brasse        | 1 min 11 s 11 | Laurie Thomassin          | 1986      | 18  |      |                           |            |                  |
| papillon      | 59 s 59       | Aurore Mongel             | 1982      | 22  |      |                           |            |                  |
| nage libre    | 53 s 85       | Malia Metella             | 1982      | 22  |      |                           |            |                  |
| 4 min 03 s 64 |               |                           |           |     |      | Championnats d'Europe (f) | Budapest   | 6 août 2006      |
| dos           | 1 min 01 s 21 | Laure Manaudou            | 1986      | 20  |      |                           |            |                  |
| brasse        | 1 min 09 s 33 | Anne-Sophie Le Paranthoën | 1977      | 29  |      |                           |            |                  |
| papillon      | 58 s 40       | Alena Popchanka           | 1979      | 27  |      |                           |            |                  |
| nage libre    | 54 s 70       | Céline Couderc            | 1983      | 23  |      |                           |            |                  |
| 4 min 02 s 95 |               |                           |           |     |      | Jeux Olympiques (s)       | Pékin      | 15 août 2008     |
| dos           | 1 min 01 s 28 | Alexiane Castel           | 1990      | 18  |      |                           |            |                  |
| brasse        | 1 min 08 s 75 | Sophie de Ronchi          | 1985      | 23  |      |                           |            |                  |
| papillon      | 58 s 64       | Aurore Mongel             | 1982      | 26  |      |                           |            |                  |
| nage libre    | 54 s 28       | Alena Popchanka           | 1979      | 29  |      |                           |            |                  |
| 4 min 01 s 05 |               |                           |           |     |      | Championnats du monde (s) | Rome       | 1er août 2009    |
| dos           | 1 min 01 s 53 | Esther Baron              | 1987      | 22  |      |                           |            |                  |
| brasse        | 1 min 08 s 44 | Fanny Babou               | 1989      | 20  |      |                           |            |                  |
| papillon      | 57 s 69       | Aurore Mongel             | 1982      | 27  |      |                           |            |                  |
| nage libre    | 53 s 39       | Malia Metella             | 1982      | 27  |      |                           |            |                  |
| 3 min 59 s 85 |               |                           |           |     |      | Championnats d'Europe (s) | Glasgow    | 9 août 2018      |
| dos           | 1 min 01 s 00 | Mathilde Cini             | 1994      | 24  |      |                           |            |                  |
| brasse        | 1 min 07 s 46 | Fanny Deberghes           | 1994      | 24  |      |                           |            |                  |
| papillon      | 58 s 54       | Marie Wattel              | 1997      | 21  |      |                           |            |                  |
| nage libre    | 52 s 85       | Charlotte Bonnet          | 1995      | 23  |      |                           |            |                  |
| 3 min 56 s 36 |               |                           |           |     |      | Championnats d'Europe (f) | Rome       | 17 août 2022     |
| dos           | 1 min 00 s 17 | Pauline Mahieu            | 1999      | 23  |      |                           |            |                  |
| brasse        | 1 min 06 s 49 | Charlotte Bonnet          | 1995      | 27  |      |                           |            |                  |
| papillon      | 56 s 09       | Marie Wattel              | 1997      | 25  |      |                           |            |                  |
| nage libre    | 53 s 61       | Béryl Gastaldello         | 1995      | 27  |      |                           |            |                  |

### Bassin de 25 mètres
| Temps         | Laps          | Athlète          | Naissance | Âge | Club                            | Compétition               | Lieu             | Date             |
| ------------- | ------------- | ---------------- | --------- | --- | ------------------------------- | ------------------------- | ---------------- | ---------------- |
| 4 min 07 s 23 |               |                  |           |     | Dauphins du TOEC                | Championnats interclubs   | Chalon-sur-Saône | 7 décembre 2003  |
|               | 1 min 01 s 79 | Alexandra Putra  |           |     |                                 |                           |                  |                  |
|               | 1 min 09 s 67 | Anne Amardeilh   |           |     |                                 |                           |                  |                  |
|               | 1 min 01 s 10 | Angéla Tavernier | 1983      | 20  |                                 |                           |                  |                  |
|               | 54 s 67       | Solenne Figuès   | 1979      | 24  |                                 |                           |                  |                  |
| 3 min 59 s 87 |               |                  |           |     | Cercle des nageurs de Marseille | Meeting de l'océan Indien | Saint-Paul       | 29 décembre 2008 |
|               | 58 s 62       | Laure Manaudou   | 1986      | 23  |                                 |                           |                  |                  |
|               | 1 min 07 s 98 | Andrea Baudry    | 1991      | 17  |                                 |                           |                  |                  |
|               | 57 s 53       | Diane Bui Duyet  | 1979      | 29  |                                 |                           |                  |                  |
|               | 55 s 74       | Angéla Tavernier | 1983      | 25  |                                 |                           |                  |                  |

## Record des clubs

### Bassin de 50 mètres
| Temps         | Laps          | Athlète          | Naissance | Âge | Club                            | Compétition            | Lieu          | Date          |
| ------------- | ------------- | ---------------- | --------- | --- | ------------------------------- | ---------------------- | ------------- | ------------- |
| 4 min 08 s 95 |               |                  |           |     | Canet 66 natation               | Championnats de France | Saint-Raphaël | 28 juin 2007  |
|               |               | Laure Manaudou   | 1986      | 21  |                                 |                        |               |               |
|               |               | Coralie Dobral   | 1987      | 20  |                                 |                        |               |               |
|               |               | Magali Rousseau  | 1988      | 19  |                                 |                        |               |               |
|               |               | Esther Baron     | 1987      | 20  |                                 |                        |               |               |
| 4 min 05 s 69 |               |                  |           |     | Cercle des nageurs de Marseille | Championnats de France | Montpellier   | 25 avril 2009 |
|               | 1 min 01 s 35 | Esther Baron     | 1987      | 22  |                                 |                        |               |               |
|               | 1 min 10 s 65 | Andrea Baudry    | 1991      | 18  |                                 |                        |               |               |
|               | 58 s 44       | Diane Bui Duyet  | 1979      | 30  |                                 |                        |               |               |
|               | 55 s 25       | Angéla Tavernier | 1983      | 26  |                                 |                        |               |               |

### Bassin de 25 mètres
| Temps         | Laps          | Athlète          | Naissance | Âge | Club                            | Compétition               | Lieu             | Date             |
| ------------- | ------------- | ---------------- | --------- | --- | ------------------------------- | ------------------------- | ---------------- | ---------------- |
| 4 min 07 s 23 |               |                  |           |     | Dauphins du TOEC                | Championnats interclubs   | Chalon-sur-Saône | 7 décembre 2003  |
|               | 1 min 01 s 79 | Alexandra Putra  |           |     |                                 |                           |                  |                  |
|               | 1 min 09 s 67 | Anne Amardeilh   |           |     |                                 |                           |                  |                  |
|               | 1 min 01 s 10 | Angéla Tavernier | 1983      | 20  |                                 |                           |                  |                  |
|               | 54 s 67       | Solenne Figuès   | 1979      | 24  |                                 |                           |                  |                  |
| 3 min 59 s 87 |               |                  |           |     | Cercle des nageurs de Marseille | Meeting de l'océan Indien | Saint-Paul       | 29 décembre 2008 |
|               | 58 s 62       | Laure Manaudou   | 1986      | 23  |                                 |                           |                  |                  |
|               | 1 min 07 s 98 | Andrea Baudry    | 1991      | 17  |                                 |                           |                  |                  |
|               | 57 s 53       | Diane Bui Duyet  | 1979      | 29  |                                 |                           |                  |                  |
|               | 55 s 74       | Angéla Tavernier | 1983      | 25  |                                 |                           |                  |                  |